# Leipzigs voetbalkampioenschap 1938/39
In 1938/39 werd het zesde Leipzigs voetbalkampioenschap gespeeld. Wacker Leipzig werd kampioen maar kon niet promoveren naar de Gauliga Sachsen.

## Bezirksklasse
| Plaats | Club                         | Wed. | Saldo | Ptn.  |
| ------ | ---------------------------- | ---- | ----- | ----- |
| 1.     | SC Wacker 1895 Leipzig       | 18   | 36:17 | 28:8  |
| 2.     | VfTuB 1905 Leipzig           | 18   | 66:31 | 27:9  |
| 3.     | SpVgg 1899 Leipzig           | 18   | 68:31 | 26:10 |
| 4.     | FC Sportfreunde Markranstädt | 18   | 42:45 | 17:19 |
| 5.     | FC Sportfreunde 1900 Leipzig | 18   | 43:59 | 17:19 |
| 6.     | VfB Zwenkau 02               | 18   | 33:39 | 15:21 |
| 7.     | SV Viktoria 03 Leipzig       | 18   | 36:46 | 13:23 |
| 8.     | Sportfreunde Neukieritzsch   | 18   | 31:68 | 13:23 |
| 9.     | SVgg 1910 Leipzig            | 18   | 41:49 | 12:24 |
| 10.    | SV Eintracht 04 Leipzig      | 18   | 29:43 | 12:24 |

|  | Kampioen, deelname promotie-eindronde |

## Kreisklasse
Het is niet bekend of de drie groepswinnaars elkaar nog bekampten voor de promotie.

### Groep 1
| Plaats | Club                 | Wed. | Saldo | Ptn.  |
| ------ | -------------------- | ---- | ----- | ----- |
| 1.     | SV Tapfer 06 Leipzig | 18   | 46:23 | 31:5  |
| 2.     | MSV Borna            | 18   | 51:35 | 26:10 |
| 3.     | TSG Großzschocher    | 18   | 58:40 | 23:13 |
| 4.     | Leipziger BC 1893    | 18   | 41:22 | 20:16 |
| 5.     | TV Germania Zwenkau  | 18   | 38:42 | 19:17 |
| 6.     | SV Meier u. Weichelt | 18   | 28:44 | 15:21 |
| 7.     | TSG Taucha           | 18   | 33:42 | 14:22 |
| 8.     | VfL Markranstädt     | 18   | 46:52 | 13:23 |
| 9.     | VfB Schkeuditz       | 18   | 41:51 | 11:25 |
| 10.    | SV Lipsia 1893       | 18   | 28:59 | 8:28  |

|  | Promotie   |
|  | Degradatie |

### Groep 2
| Plaats | Club                      | Wed. | Saldo  | Ptn.  |
| ------ | ------------------------- | ---- | ------ | ----- |
| 1.     | MTV Wurzen                | 18   | 79:27  | 29:7  |
| 2.     | VfL Olympia 1896 Leipzig  | 18   | 62:29  | 27:9  |
| 3.     | Saxonia Böhlitz-Ehrenberg | 18   | 65:35  | 24:12 |
| 4.     | TSV Grimma 1847           | 18   | 55:39  | 21:15 |
| 5.     | FC Wettin Wurzen          | 18   | 60:39  | 20:16 |
| 6.     | Vf Rasensport Leipzig     | 18   | 44:46  | 20:16 |
| 7.     | SV Oschatz                | 18   | 46:50  | 17:19 |
| 8.     | SV Gerichshain            | 18   | 41:60  | 12:24 |
| 9.     | SV Stöhr u. Co            | 18   | 44:71  | 10:26 |
| 10.    | Leipziger Wollkämmerei    | 18   | 16:106 | 0:36  |

### Groep 3
| Plaats | Club                           | Wed. | Saldo | Ptn.  |
| ------ | ------------------------------ | ---- | ----- | ----- |
| 1.     | SV Helios 02 Leipzig           | 16   | 41:17 | 25:7  |
| 2.     | SV Corso 02 Leipzig            | 16   | 49:28 | 22:10 |
| 3.     | FC Eythra                      | 16   | 41:33 | 21:11 |
| 4.     | BV Pegau 03                    | 16   | 36:27 | 20:12 |
| 5.     | Wacker Großhermsdorf           | 16   | 21:22 | 15:17 |
| 6.     | Eintracht Großdeuben           | 16   | 29:31 | 13:19 |
| 7.     | SC Marathon Westens 06 Leipzig | 16   | 26:55 | 11:21 |
| 8.     | BC Arminia 03 Leipzig          | 16   | 31:35 | 10:22 |
| 9.     | ATV Liebertwolkwitz            | 16   | 19:45 | 7:25  |

|  | Promotie   |
|  | Degradatie |